# مزرعة نمونة ارتش (المزرعة الشمالية)
مزرعة نمونة ارتش (بالفارسية: مزرعه نمونه ارتش) هي قرية تقع في إيران في قسم المزرعة الشمالیة الريفي. يقدر عدد سكانها بـ 104 نسمة بحسب إحصاء 2016.